# English Rain
English Rain é o álbum de estreia da cantora e compositora inglesa Gabrielle Aplin, lançado em 13 de maio de 2013 pela Parlophone. Em sua semana de estreia, o projeto alcançou a segunda colocação na parada de álbuns do Reino Unido, sendo posteriormente certificado com disco de ouro pela venda de 100 mil cópias na região.

## Lista de faixas
| English Rain – edição padrão |                                |                                                                |                        |         |  |
| N.º                          | Título                         | Compositor(es)                                                 | Produtor(es)           | Duração |  |
| 1.                           | "Panic Cord"                   | Gabrielle Aplin · Nicholas Atkinson · Jez Ashurst · Aiman Faiz | Mike Spencer           | 3:25    |  |
| 2.                           | "Keep on Walking"              | Aplin · Atkinson                                               | Spencer                | 2:52    |  |
| 3.                           | "Please Don't Say You Love Me" | Aplin · Atkinson                                               | Spencer                | 3:00    |  |
| 4.                           | "How Do You Feel Today?"       | Aplin · Atkinson · Thomas Wilding                              | Spencer · Tom Wilding  | 3:46    |  |
| 5.                           | "Home"                         | Aplin · Atkinson                                               | Spencer                | 4:07    |  |
| 6.                           | "Salvation"                    | Aplin · Joel Pott                                              | Spencer                | 4:10    |  |
| 7.                           | "Ready to Question"            | Aplin · Atkinson · Thomas Wilding                              | Spencer                | 3:18    |  |
| 8.                           | "The Power of Love"            | Peter Gill · Holly Johnson · Mark O'Toole                      | Spencer · David Kosten | 4:06    |  |
| 9.                           | "Alive"                        | AplinSpencer                                                   | Spencer                | 4:11    |  |
| 10.                          | "Human"                        | Aplin · Nicholas Atkinson · Thomas Wilding                     | Spencer                | 3:26    |  |
| 11.                          | "November"                     | Aplin · Atkinson                                               | SpencerLuke Potashnik  | 4:06    |  |
| 12.                          | "Start of Time"                | Aplin · Jim Irvin · Julian Emery                               | Spencer · Julian Emery | 4:01    |  |
| Duração total:               | Duração total:                 | Duração total:                                                 | Duração total:         | 49:35   |  |

## Certificações
| Região                                                                                             | Certificação | Vendas   |
| -------------------------------------------------------------------------------------------------- | ------------ | -------- |
| Austrália (ARIA)                                                                                   | Ouro         | 35 000^  |
| Reino Unido (BPI)                                                                                  | Ouro         | 100 000* |
| *números de vendas baseados somente na certificação ^distribuições baseadas apenas na certificação |              |          |